# Шут Балакирев (спектакль)
«Шут Балакирев» — спектакль театра «Ленком», поставленный по пьесе Григория Горина режиссёром Марком Захаровым в 2001 году. В 2002 году был записан для телевидения.

## История спектакля
«Шут Балакирев» — последняя пьеса Григория Горина; по свидетельству Марка Захарова, работу над пьесой драматург закончил за несколько часов до смерти; премьеры спектакля он не увидел. На программке «Шута Балакирева» Марк Захаров поместил обращение к любимому драматургу, с которым он сотрудничал на протяжении всех лет своей работы в «Ленкоме», начиная с «Тиля»: «Я старался работать так, как мы сочиняли спектакли по его пьесам… — методом весёлых импровизаций, проб, ошибок, но и счастливых обретений… И если наш Балакирев будет не всегда таким, каким он тебе виделся, — сделай так, как умел делать только ты — прости весело и великодушно».
Герой пьесы, Иван Александрович Балакирев, реальное историческое лицо; дворянин, он был  доверенным слугой Петра I и Екатерины и придворным шутом, оказался посвящён во взаимоотношения императрицы с камергером Виллимом Монсом, был арестован по делу Монса и сослан в Рогервик. Легенда превратила его, не без участия К. А. Полевого, издавшего в 1839 году «Собрание анекдотов Балакирева», в шута-острослова, имевшего смелость высказывать императору то, о чём другие предпочитали молчать.
Премьера спектакля состоялась 14 мая 2001 года, и с тех пор «Шут Балакирев» не сходит со сцены театра. В 2002 году он был записан по трансляции для телевидения с первым составом исполнителей.

## Краткое содержание
Сюжет основан на реальных событиях петровской эпохи. Придворный шут Петра Первого Иван Балакирев, участник любимых государем празднеств и шутовских потех, волей обстоятельств оказывается вовлечён в сложные взаимоотношения при дворе и в семье императора.

## Действующие лица и исполнители
- Иван Балакирев — Сергей Фролов, Дмитрий Волков
- Пётр Первый — Олег Янковский, Александр Лазарев
- Екатерина I — Александра Захарова, Мария Миронова, Виктория Соловьёва, Анжелика Кошевая
- Александр Меншиков — Николай Караченцов, Виктор Раков
- Граф Ягужинский, обер-прокурор — Александр Збруев, Дмитрий Гизбрехт
- Камергер Монс — Александр Лазарев, Семён Шкаликов, Сергей Пиотровский
- Пётр Шафиров, вице-канцлер — Юрий Колычёв, Виктор Речман
- Анисия Кирилловна Балакирева, мать Ивана — Татьяна Кравченко
- Дуня Бурыкина, невеста Балакирева — Олеся Железняк, Анна Зайкова
- Дарья Степановна Бурыкина, мать Дуни — Людмила Артемьева, Наталья Заякина
- Головкина, камер-фрейлина — Людмила Поргина
- Шапский, обер-шут — Игорь Фокин
- Карл Фридрих Голштинский, герцог — Николай Шушарин
- Лакоста, шут — Иван Агапов

## Создатели спектакля
- Режиссёр-постановщик — Марк Захаров
- Художник-постановщик — Олег Шейнцис
- Режиссёр — Юрий Махаев
- Художник по костюмам — Мария Данилова
- Композитор — Сергей Рудницкий
- Текст песен — Юлия Кима и Ирины Мусаэлян

### Создатели телеверсии
- Режиссёр видеоверсии: Николай Скуйбин
- Оператор: Евгений Гуслинский, Владимир Фостенко, Алексей Найдёнов, Юлий Ольшванг
- Исполнительный продюсер: Феликс Клейман
- Продюсер: Владимир Досталь